# Episodi di The Adventures of Ozzie and Harriet (dodicesima stagione)
La dodicesima stagione della serie televisiva The Adventures of Ozzie and Harriet è stata trasmessa in anteprima negli Stati Uniti d'America dalla ABC tra il 18 settembre 1963 e il 1º aprile 1964.
| nº | Titolo originale                  | Titolo italiano | Prima TV USA      | Prima TV Italia |
| -- | --------------------------------- | --------------- | ----------------- | --------------- |
| 1  | Torn Dress                        |                 | 18 settembre 1963 |                 |
| 2  | Secret Agent                      |                 | 25 settembre 1963 |                 |
| 3  | Ozzie, Joe and the Fashion Models |                 | 2 ottobre 1963    |                 |
| 4  | Rick's Wedding Ring               |                 | 9 ottobre 1963    |                 |
| 5  | Getting Wally in Shape            |                 | 16 ottobre 1963   |                 |
| 6  | Blue Moose                        |                 | 23 ottobre 1963   |                 |
| 7  | David Takes a Client to Dinner    |                 | 30 ottobre 1963   |                 |
| 8  | Wally's Pen Pal                   |                 | 6 novembre 1963   |                 |
| 9  | Lawyers Convention                |                 | 13 novembre 1963  |                 |
| 10 | Money Watchers                    |                 | 20 novembre 1963  |                 |
| 11 | June Is Always Late               |                 | 27 novembre 1963  |                 |
| 12 | Ozzie's Hidden Trophy             |                 | 4 dicembre 1963   |                 |
| 13 | Rick Makes a Loan                 |                 | 11 dicembre 1963  |                 |
| 14 | David and the Mermaid             |                 | 18 dicembre 1963  |                 |
| 15 | The Swami                         |                 | 8 gennaio 1964    |                 |
| 16 | Getting Together with the Boys    |                 | 15 gennaio 1964   |                 |
| 17 | Wedding Picture                   |                 | 22 gennaio 1964   |                 |
| 18 | A Wife in the Office              |                 | 5 febbraio 1964   |                 |
| 19 | The Dean's Birthday               |                 | 12 febbraio 1964  |                 |
| 20 | The Uniforms                      |                 | 19 febbraio 1964  |                 |
| 21 | Wally's TV Set                    |                 | 26 febbraio 1964  |                 |
| 22 | Hayride                           |                 | 11 marzo 1964     |                 |
| 23 | Rick, the Law Clerk               |                 | 18 marzo 1964     |                 |
| 24 | Rick Is Late for Dinner           |                 | 25 marzo 1964     |                 |
| 25 | A Letter About Harriet            |                 | 1º aprile 1964    |                 |